# 卓敬 (明朝)
卓敬（？—1402年），字惟恭，浙江承宣布政使司溫州府瑞安縣卓嶴（又作卓岙，今屬瑞安市仙降鎮）人。靖難之變後，因為忠於建文帝，不願歸順明成祖，被處決。明神宗為其平反，南明諡忠毅。

## 生平
始祖自卓嶴（卓岙）徙居沧洲。卓士坚之孫，卓伯毅之子。少時聰慧，過目不忘，“美丰姿，善談論，凡天官、輿地、律歷、兵刑諸家，無不博究”。官戶科給事中。官至戶部侍郎。他曾勸建文帝提早削藩，請改封朱棣到南昌，“燕王雄才大略，酷似先帝，顧其為人，必非久在人下者。且北平天下都會，地方廣邈，士馬精強。今宜及其未備，徙封南昌，則羽翼既去，變無從生。”
建文四年六月，燕王舉兵入金陵，是為明成祖。卓敬被捕，成祖責怪他提倡削藩，是離間骨肉，卓敬卻說：“惜先帝不用敬言”。成祖頗愛其才，把他下獄，使人以管仲、魏徵的案例勸他投降。卓敬不屈，但求一死，成祖亦不殺。國師姚道衍與卓敬有仇隙，便在成祖面前進讒：“敬言誠見用，上寧有今日。”成祖深以為意，因而斬卓敬並滅族。
根據史學家柴德賡的考証，姚道衍根本當時不在金陵，根本不可能勸成祖殺卓敬，這是《明史》的編撰者亂抄野史的結果。
抄家時“一室蕭然，唯有書畫數軸”，朱棣歎道：“國家養士三十年，不負其君，惟卓敬爾！”隆慶中，私諡“忠贞”。在御史屠叔方的建議下，萬曆九年“褒表遗忠”，获得平反，旌表其墳墓，建祠奉祀。弘光中，諡忠毅。

## 關於其甲次
當洪武二十一年進士。
- 《明清進士題名碑錄索引》載其為洪武十八年乙丑科三甲第七十名進士。
- 俞憲《皇明進士登科考》卷二記卓敬為洪武二十一年二甲第一名。
- 《國朝獻徵錄》卷之三十袁袠《戶部右侍郎瑞安卓公敬傳》載：“卓敬，浙江瑞安人也。……洪武戊辰中進士，拜給事中。”
- 嘉靖《溫州府志》卷三《人物·國朝》亦有其傳：“卓敬，瑞安人。……登洪武戊辰進士第，除給事中。……再升吏部侍郎。……靖難兵南下，敬死之。”
- 《弇山堂別集·科試考一》《明史·卓敬傳》等同樣載卓敬為洪武二十一年進士。

## 著作
林增志编有卓敬文集《忠贞录》三卷，附录一卷。瑞安玉海楼尚藏《卓忠毅公遗稿》一部。《明史》一百四十一卷有傳。 